# 세라피스
세라피스(고대 그리스어: Σάραπις)는 헬레니즘 시대의 이집트의 습합신이다. 가장 유명했던 신전으로서 알렉산드리아의 세라페움이 있다.

## 개요
프톨레마이오스 1세의 치세에는 이집트인의 종교와 통치자(마케도니아인)의 종교를 통합하는 노력을 했다. 프톨레마이오스 1세의 방침은, 외래의 지배자를 저주하는 이집트의 배타적인 신을 짓밟고, 양쪽 모두로부터 숭배되는 신을 찾아내는 것이었다. 알렉산드로스 대왕은 아문을 생각하고 있었지만, 아문은 상 이집트에서의 신앙이 독실한 신으로 그리스인의 지배력이 강한 하 이집트에서는 그렇지 못하였다. 또한 그리스 사람에게는 동물의 머리를 가진 우상은 별로 인기가 없었기 때문에 그리스 스타일의 인간의 모습을 한 우상을 선택하여 아피스와 동일하다라고 선언했다. 그것이 아세르-하피(Aser-Hapi, 즉 오시리스-아피스)라고 불려 세라피스가 되었다. 그리고 이 경우의 오시리스는 카(영혼)만의 존재가 아닌 완전체로 여겼다.

## 역사

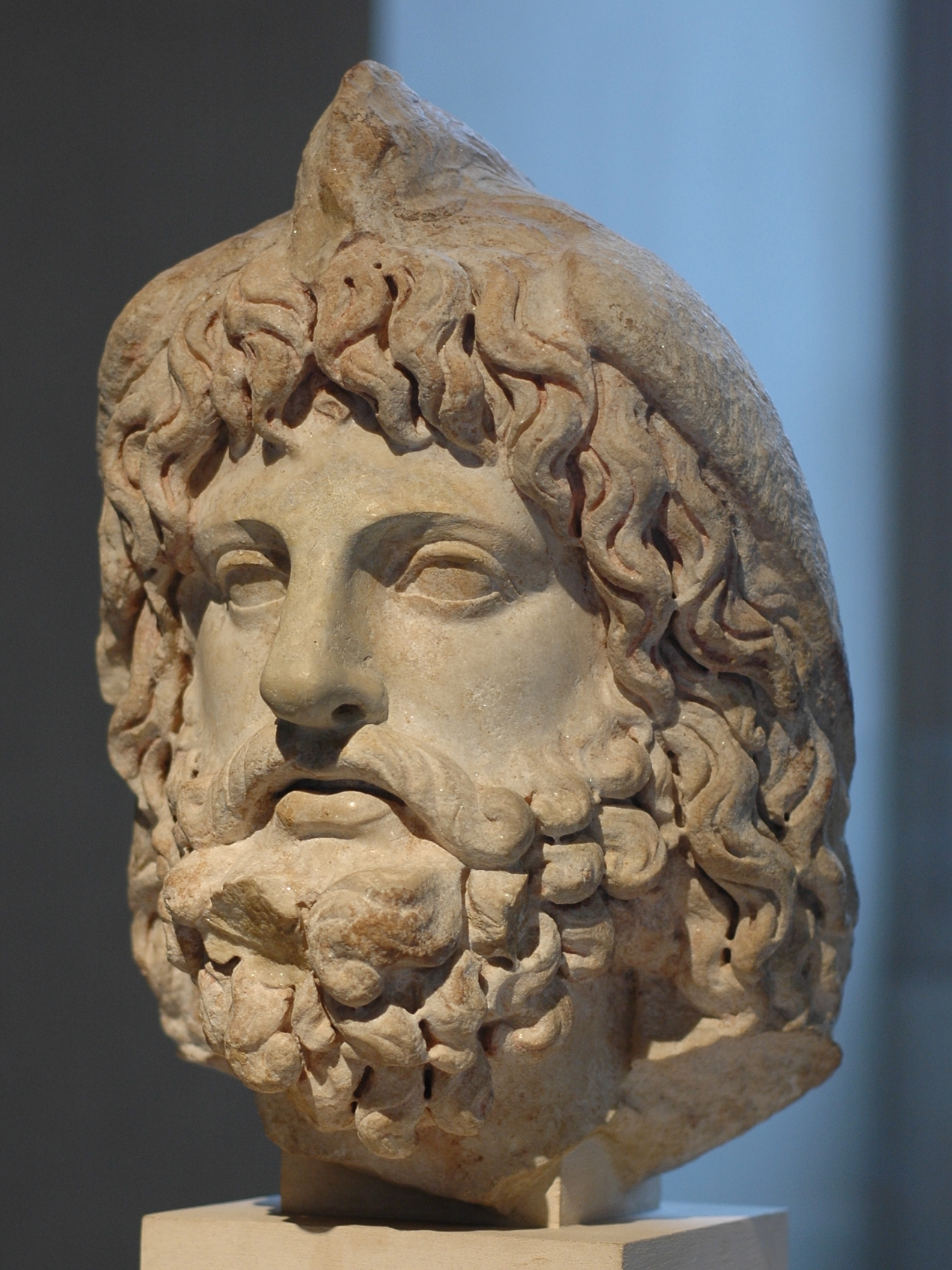
세라피스 두상 (루브르 박물관)

세라피스에 관한 최초의 기술로서, 기원전 323년의 알렉산드로스 대왕의 의문이 남는 임종의 한 장면이 있다. 바로 바빌론의 '세라피스 신전에 중태에 빠진 알렉산드로스 대왕을 신사의 경내로 옮겨야할 것인가를 신탁을 통해 물었다'라는 기술이 있다. 그러나 이 시대에 세라피스가 바빌론에서 모셔지고 있었다고 한다면, 프톨레마이오스 왕조를 기원으로 한다는 설과 모순되기 때문에, 아리아누스(Lucius Flavius Arrianus)의 시대 착오라는 설도 있다. 그런데 바빌론에는 엔키(에아)라고 하는 신이 있는데, 그것을 세라프시(Serapsi, 심연의 왕)라고도 부르고 있었다. 따라서 아리아누스가 세라프시와 세라피스를 혼동했다는 설, 혹은 알렉산드로스 대왕의 죽음과 관련된 세라프시도 프톨레마이오스 왕조에서 세라피스와의 습합에 관련하고 있다는 설도 있다.
플루타르코스에 의하면 프톨레마이오스 1세의 꿈자리에 낯선 신이 나타나서 시노프로부터 알렉산드리아에 우상을 옮기도록 명령했다고 한다. 그리고 꿈에서 명령한 대로 우상을 옮긴 뒤, 두 명의 종교적 권위자에게 세라피스라고 선언하게 했다. 한 명은 선사시대로부터 엘레우시스 신비 가르침을 맡고 있던 제사장의 가계인 에우몰피데(en:Eumolpidae)와, 나머지 한 명은 이집트의 학자이며 신관인 마네토이다. 세라피스는 이와같이 이집트와 그리스의 양쪽으로부터 권위를 부여받았다.
일부의 이집트 학자는 이 전승에서 언급되고 있는 시노페는 맴피스에 '이미' 세라페움으로 존재하고 있던 시노페이온의 언덕에 대해라고 해, 플루타르코스가 잘못되었다고 주장하고 있다. 또한 타키투스에 의하면 (오시리스와 아피스를 완전히 동일시 한) 세라피스는 원래 라코티스(en:Rhacotis)라는 마을에서 모셔지고 있던 신으로, 그것이 알렉산드리아의 대도시에 전해져 급격히 신앙이 확대되었다고 주장한다.

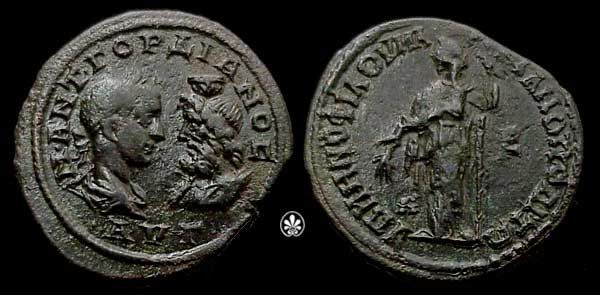
황제와 세라피스가 그려진 동전

세라피스(오시리스)는 아내 이시스와 그들의 아들 호루스(하포크라테스)와 함께 그리스 세계에서 중시되어, 고대 로마에서도 숭배되었다. 또한 사망자를 인도하는 죽음의 신 아누비스를 케르베로스와 동일시 하였다. 로마의 제2차 삼두정치 시대에 캄푸스 마르티우스에 지어진 이시스의 신전인 이세움(en:Iseum)에서도 세라피스를 숭배하였다. 그 후 베스파시아누스가 황제가 되는 과정에서 알렉산드리아에서 체함한 기적이 세라피스의 의하는 것으로 여겨져, 1세기 후반에 세라피스와 이시스 신앙이 널리 퍼졌다. 또한 플라비우스 황조 이후, 동전의 도안으로 황제와 함께 세라피스가 그려진 것이 등장하게 된다. 그 신앙은 385년까지 계속되었지만, 기독교도가 알렉산드리아의 세라페움을 파괴하고 테오도시우스 1세가 기독교를 국교로 정하면서 세라피스 신앙은 점차 묻히게 되었다.
알렉산드리아의 초기의 기독교는 세라피스와 예수를 차별없이 숭배하고 있었다. 로마황제군상(en:Augustan History)에 있는 하드리아누스 황제의 것으로 여겨지는 글 중에, 이집트에서 그리스도인을 자칭하는 사람들이 세라피스를 숭배하고 있는 것이나, 세라피스 신앙이라고 칭한 기독교 신앙이라는 등 큰 혼란이 있는 것을 기록하고 있다.

## 세라피스의 우상
모습은 그리스의 명계의 신 하데스(혹은 플루토)와 비슷하다. 머리에 곡물 등을 재는 용기(modius)를 싣고 있지만, 이것은 그리스에서 저승의 상징이다. 손에 들고 있는 왕홀은 지배력을 의미하며, 문지기 케르베로스를 따르게 하고 있다. 혹은 발 밑에 뱀이 그려지는 일도 있어, 이집트 왕권의 상징인 우라에우스를 나타내기도 한다.

## 참조
- Serapis Bey
- Ancient Egypt: the Mythology - Serapis
- "Immoralities of the Gods: Of the fugitive Serapis chased from Sinope to Alexandria", by Theophilus of Antioch